# Băile Felix
Băile Felix je vesnice v obci Sânmartin v župě Bihor v kraji Crișana. Băile Felix se nachází asi 10 km jižně od města Oradea.

Je to největší stálé lázeňské středisko v Rumunsku, které se počtem ubytovacích míst řadí na druhé místo po pobřeží Černého moře v Rumunsku. Stávající zařízení v tomto letovisku umožňují úspěšnou léčbu revmatismu, neurologických a gynekologických onemocnění a lékařské základny disponují zařízením pro metody, jako je elektroléčba, vodoléčba, masáže, parafínové zábaly a další specifické lázeňské procedury.

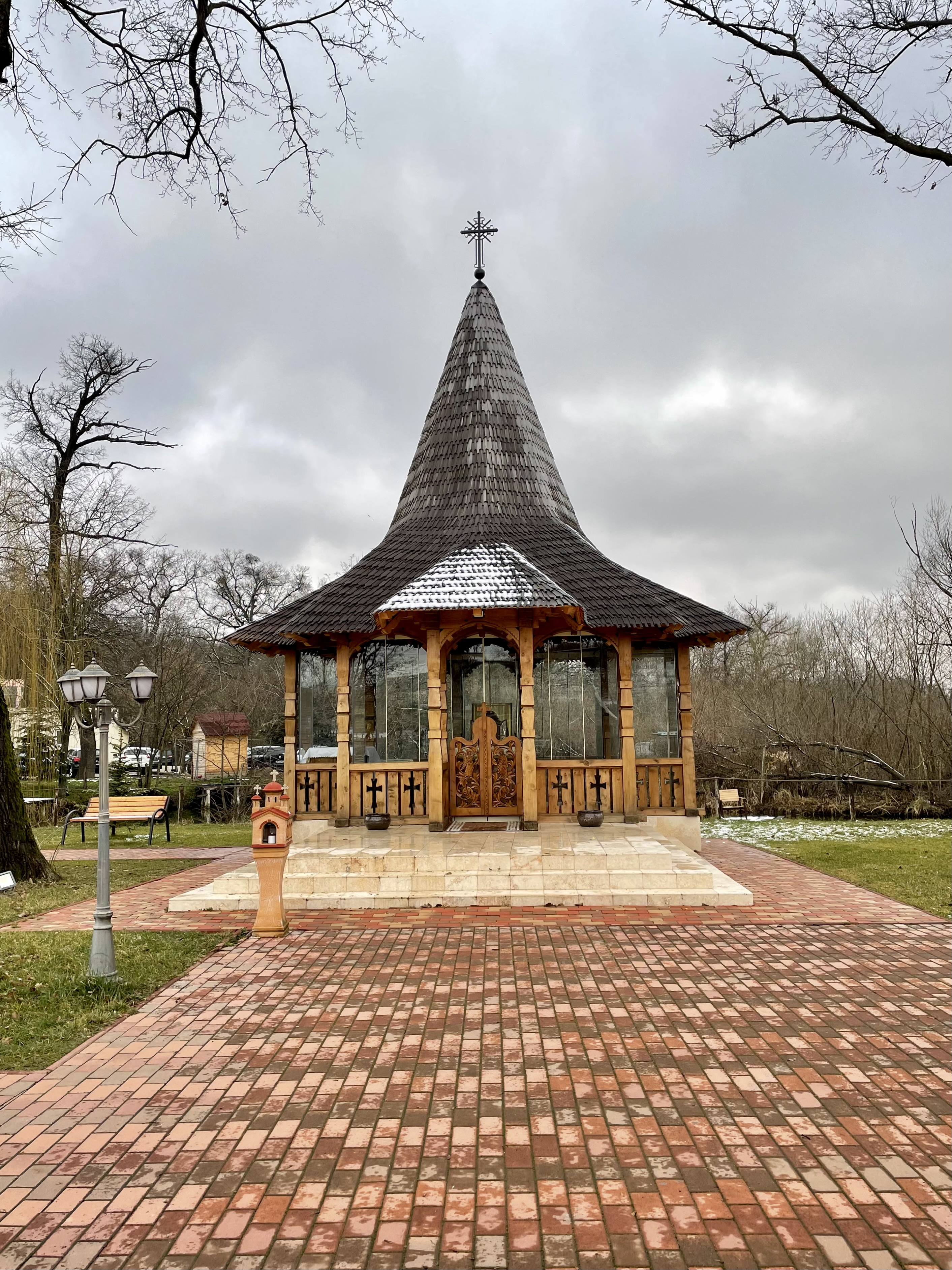

## Historie
Termální prameny zde v 18. století objevil mnich Felix Helcher z Louckého kláštera na Moravě, správce kláštera v Sânmartinu. V letech 1711 až 1721 zde byla postavena první léčebná zařízení pod názvem "Baia lui Felix" (česky Felixovy lázně). Felix Helcher zemřel v roce 1737. V roce 1885 byl vyvrtán nový pramen s teplotou 49 °C.
Někteří odborníci[kdo?] se domnívají, že horké prameny byly objeveny kolem roku 1000, jiní tvrdí[kdo?], že kolem roku 1200 a další až v roce 1700. Jediné, co historici
[kdo?] nezpochybňují, je skutečnost, že první stavby tohoto letoviska byly postaveny v letech 1711 až 1721.
Církevní majetek Sânmartin byl v roce 1948 znárodněn komunisty. Na znárodněných pozemcích bylo postaveno několik rekreačních objektů, včetně jednoho, který patřil bezpečnostní službě.

## Cestovní ruch

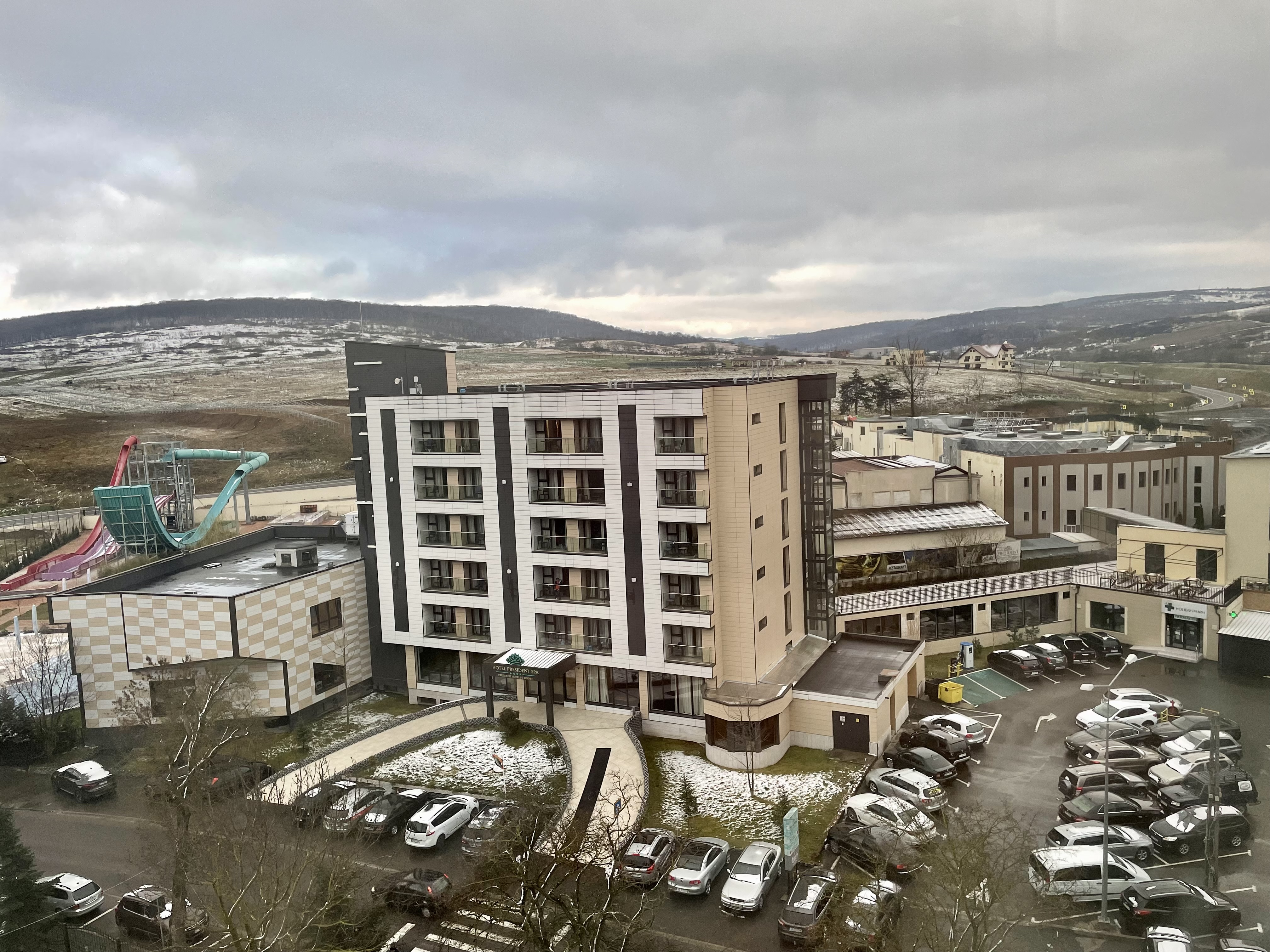
Pohled na Aqua Park President

Băile Felix je největší stálé lázeňské letovisko v Rumunsku. Nachází se přibližně 6 km od města Oradea. Teplota termální vody se pohybuje v rozmezí 20-49 °C. Vzhledem k vysokému obsahu minerálních solí doporučují lékaři svým pacientům léčbu a regeneraci lázeňskou vodou. Prostřednictvím sítě hotelů nabízí Băile Felix 7000 ubytovacích míst a také bazény pod širým nebem nebo kryté bazény a čerstvý vzduch. Díky mírnému klimatu se v jezírkách letoviska pěstují subtropické lekníny. Díky horkým pramenům a velkému počtu turistů, kteří sem každoročně přijíždějí, se Băile Felix rozvinulo.

## Galerie

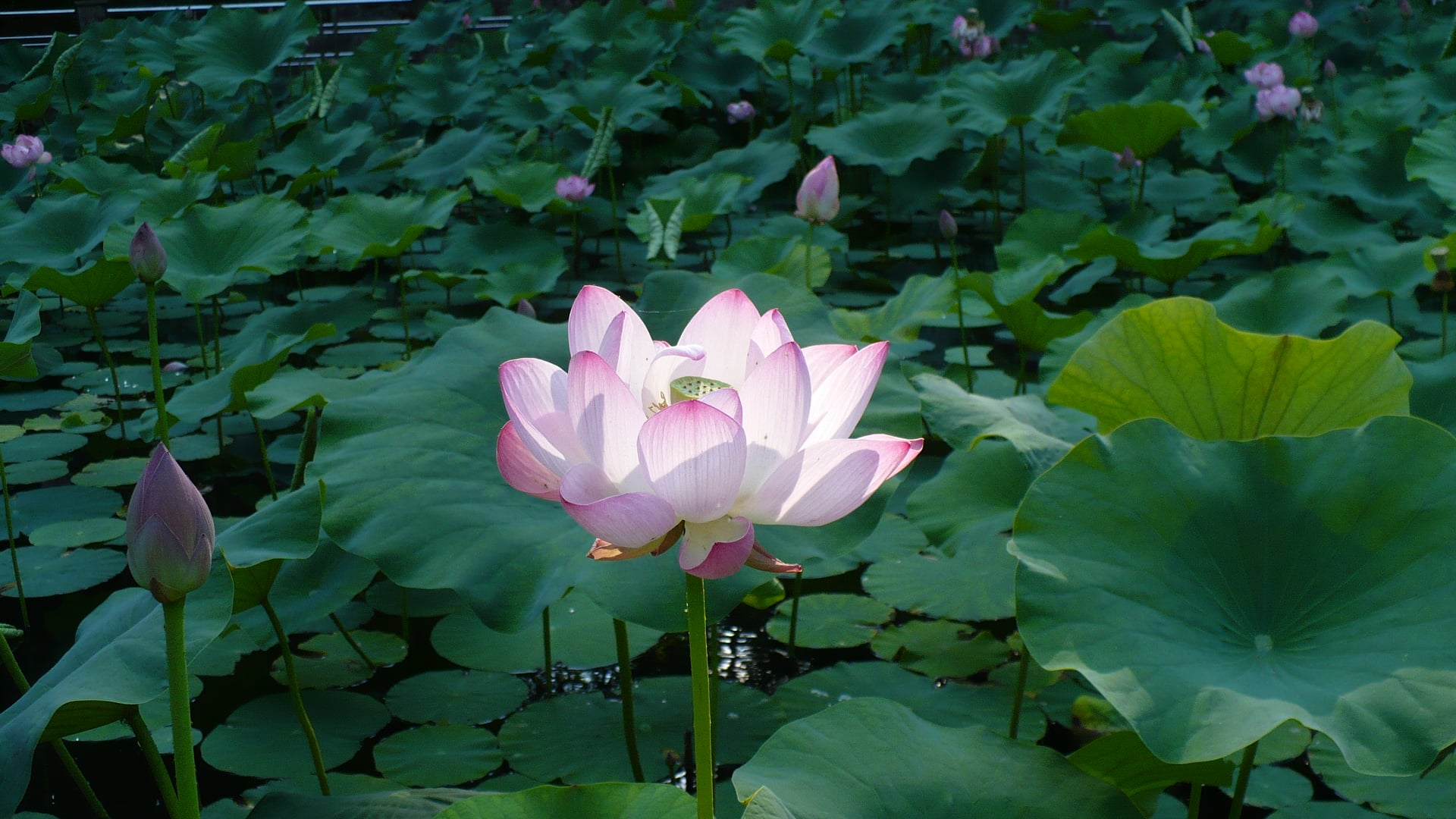
Subtropické lekníny v jezírku
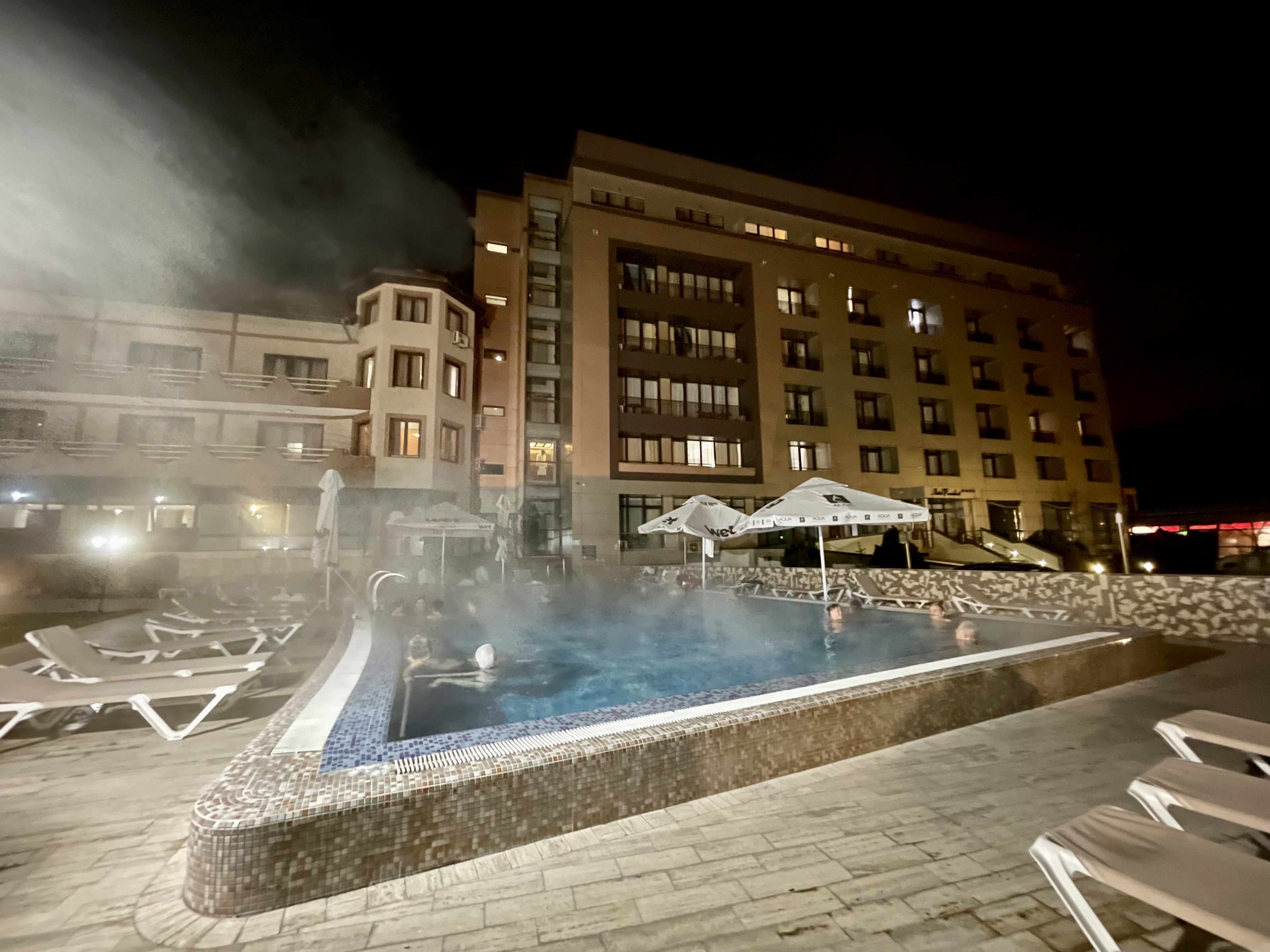
Venkovní bazén hotelu President s termální vodou v zimě
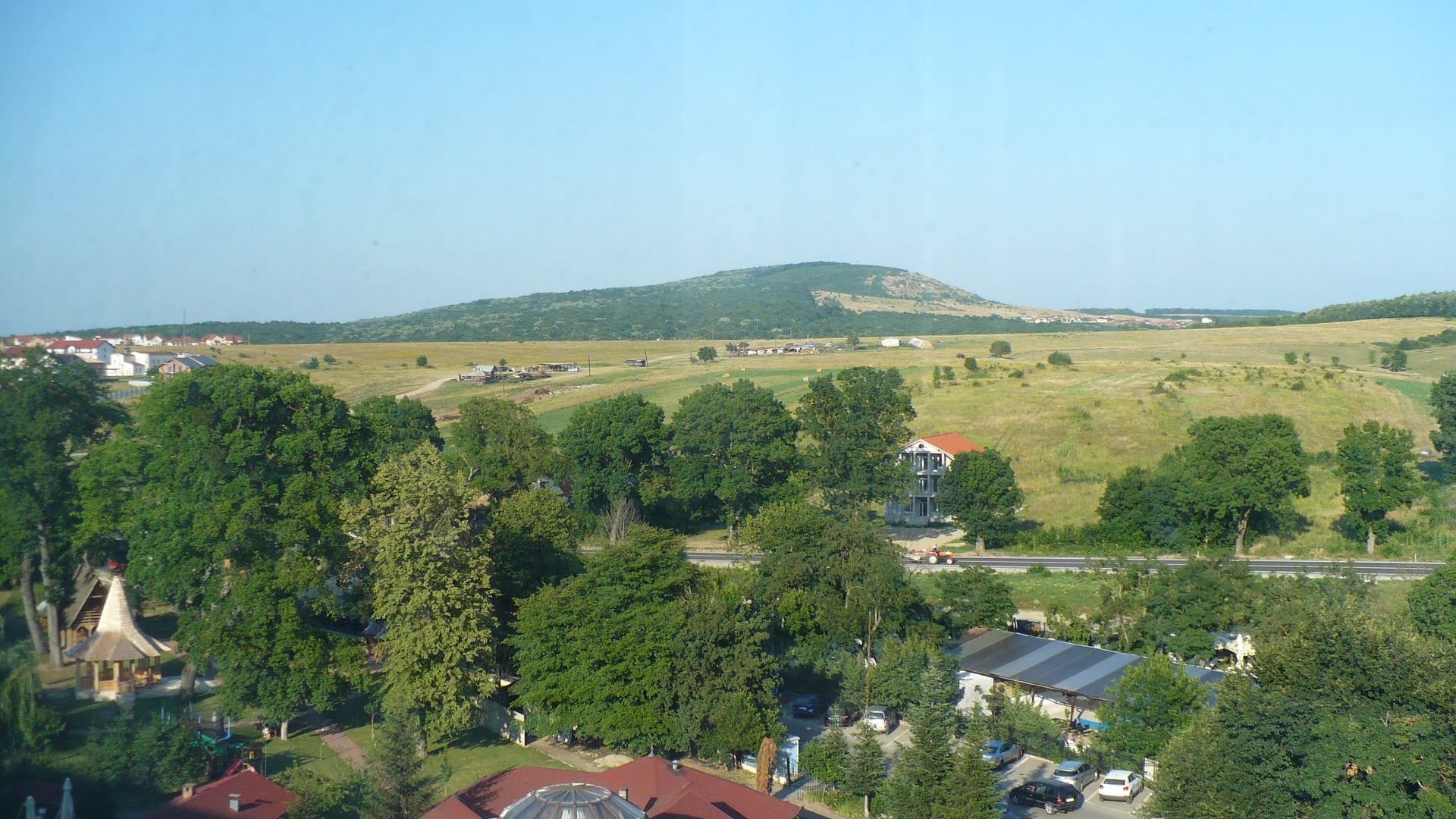
Krajina za vesnicí